# Teija
Teija ist ein finnischer weiblicher Vorname. Es ist eine finnische Kurzform und Diminutiv von Dorothea bzw. Theresia. Der Name war in Finnland von Mitte der 1940er bis Mitte der 1990er Jahre geläufig mit einem Höhepunkt in den 1970er Jahren, davor und danach ist der Name selten vergeben worden. Seit 1899 wurden etwa 7800 Finninnen so benannt. Eine Variante des Namens ist Tiia, die aber auch im Estnischen verwendet wird.

## Namensträgerinnen
- Teija Alenius, finnische Archäologin
- Teija Huusko, finnische Balletttänzerin und Autorin
- Teija Kurvinen, Gewinnerin der finnischen Version von Big Brother 2012
- Teija Laitinen finnische Wirtschaftswissenschaftlerin
- Teija Lehtimäki, finnische Biathletin
- Teija Nieminen, finnische Biathletin
- Teija Saari, finnische Stabhochspringerin
- Teija Sopanen, finnische Schauspielerin, Moderatorin und Schönheitskönigin (1933–2011)
- Teija Stark, finnische Hürdenläuferin
- Teija Tiilikainen, finnische Politikwissenschaftlerin

## Belege
1. ↑  Teija. In: name-doctor.com. Abgerufen am 23. November 2023 (englisch).
2. ↑  Name service. In: verkkopalvelu.vrk.fi. Abgerufen am 23. November 2023 (englisch, zuerst auf den Reiter „First name search“ klicken, anschließend „Teija“ ins Suchfeld eingeben).